# 布鲁特诸部
布鲁特（穆麟德轉寫：Burut，汉语拼音字母：Bûrd）是清代新疆回部一个以今吉尔吉斯/柯尔克孜祖先北四十女与南九子（Qïrq qïz及Toqquz oghul）为主体，包含依附于柯尔克孜的色勒库尔（今塔吉克）、蒙古语诸部、回部（今维吾尔）的山区部落联盟。清代時按准噶爾人的稱呼稱其為“布魯特”，一般认为其意是“高山居民”（卫拉特托忒文：ᡋᡆᡎᡑᡆ 
ᡇᡇᠯᠠ 
ᠠᠷᠠᡑ，转写：boqdo uula arad的连读，又作布噜特），在当地的柯尔克孜族、塔吉克族等民族语言中，或已失传或未曾有“布鲁特”这一称呼。

## 各部
鄂拓克是布鲁特的一个社会组织层级，即部落，同时也是部落长的称号。魏源《圣武记》卷四中记载“布鲁特分东西部，东部五，西部十有五。东部在天山北，准部西南（阿赖山脉），近葱岭（帕米尔高原），距伊犁千四百里。每部长皆以鄂拓克为名。”
18世纪初，吉尔吉斯人（中国称柯尔克孜族）社会仍处于封建农奴制阶段，以游牧畜牧业为主，社会组织为以父系血缘关系为纽带的氏族部落制。柯尔克孜族人共同居住和劳动的基层单位称“阿寅勒”，一般包括5至7个牧户（帐户），有固定的名称和牧场，在农牧生产和狩猎时，成员在头人（巴什）的主持下彼此协助。若干“阿寅勒”组成“爱曼”（氏族），爱曼的头人称“阿合拉克齐”。若干“爱曼”组成“鄂拓克”，鄂拓克的首领称“比”，地位相当于维吾尔族中的“伯克”，或比伯克地位略高。每位比管领爱曼的数量从十几个到三十几个不等。
清代柯尔克孜族有19个鄂拓克，分別是：冲巴噶什、希布察克、萨尔特、奈曼（乃蠻后裔）、喀尔提锦（穆麟德轉寫：Karatigin）、提依特（穆麟德轉寫：Ti’it）、图尔额依格尔、苏勒图、岳瓦什（古柯尔克孜语： yuvash，穆麟德轉寫：Yowasi/Yuwasi）、额德格讷、察哈尔萨雅克、萨雅克、巴斯奇斯（穆麟德轉寫：Baskis，Bassïz）、蒙额勒多尔（蒙科尔多尔）、色勒库尔（羅馬化：Sarï qol）、奇里克、胡什齐、萨尔巴噶什、诺依古特。
1884年新疆建省后，柯尔克孜族传统氏族部落逐步解体，地缘关系取代血缘关系成为社会组织的基础，“阿寅勒”变成单纯的生产组织。1930年代，柯尔克孜地区全部被纳入县、区、乡和村各级行政管理体系，头人不再负责处理阿寅勒成员之间和阿寅勒之间的重大问题。氏族部落组织消失后，部落观念和部落头人的影响仍然长期存在，尤其是在牧区表现比较明显。

## 同名部族
在今俄罗斯联邦的阿尔泰共和国舍巴利诺区（Шабалин аймак）及哈卡斯共和国，有操南阿尔泰语的同名部族布鲁特部。在比较语言学中，南阿尔泰语和西域柯尔克孜语同属一语群（Kyrgyz–Kipchak），与富裕柯尔克孜语（哈卡斯语、北阿尔泰语）及哈萨克语相比南阿尔泰语较西域柯尔克孜语（回疆布鲁特诸部通用语）关系更近。
此外，俄人主张准噶尔蒙古语“布鲁特”一词源于柯尔克孜语及其他突厥语“狼”一词，将其与哈卡斯族пӱрӱт部联系起来，并与以下斯拉夫蒙文姓氏比较：
- бурд, бурдуд, бурдууд, бурдуут, бурт, бурууд
- бүрд, бүрд боржигин, бүрд боржигон, бүрдүүд, бүрт, бүрүүд
- бүрэд, бүрээд, бүрээт
- 乃至бураад, бураат, бурад, бурат（常为“布里亚特”一词的卫拉特方言拼法）[8]

然而，布鲁特之下本身就有“狼”部（柯尔克孜语Börü，穆麟德轉寫：Bojire）部，在满文老档中对此部落和布鲁特全联盟有过同时提及，并使用了不同名称。